# Episodi di Shetland (sesta stagione)
La sesta stagione della serie televisiva Shetland è stata trasmessa nel Regno Unito per la prima volta dall'emittente BBC One dal 20 ottobre al 24 novembre 2021.
| nº | Titolo originale | Titolo italiano | Prima TV UK      | Prima TV Italia |
| -- | ---------------- | --------------- | ---------------- | --------------- |
| 1  | Episode 1        | Episodio 1      | 20 ottobre 2021  | 12 maggio 2022  |
| 2  | Episode 2        | Episodio 2      | 27 ottobre 2021  | 12 maggio 2022  |
| 3  | Episode 3        | Episodio 3      | 3 novembre 2021  | 19 maggio 2022  |
| 4  | Episode 4        | Episodio 4      | 10 novembre 2021 | 19 maggio 2022  |
| 5  | Episode 5        | Episodio 5      | 17 novembre 2021 | 26 maggio 2022  |
| 6  | Episode 6        | Episodio 6      | 24 novembre 2021 | 26 maggio 2022  |